# Martin Derganc
Martin Derganc (Novo Mesto, 20 de març de 1977) fou un ciclista eslovè, professional des del 2000 fins al 2005. El seu èxit més important for el campionat nacional en ruta de 2001.

## Palmarès
- 1997
  - 1r al Gran Premi Krka
- 1999
  - 1r a la Copa de la Pau
- 2000
  - 1r a la Volta a Eslovènia
  - 1r al Tour de Croàcia i vencedor d'una etapa
  - 1r al Gran Premi Krka
- 2001
  -  Campió d'Eslovènia en ruta
- 2002
  - Vencedor d'una etapa a la Volta a Àustria
- 2003
  - 1r al Brixia Tour i vencedor d'una etapa

### Resultats al Giro d'Itàlia
- 2002. 45è de la classificació general
- 2004. 127è de la classificació general

### Resultats a la Volta a Espanya
- 2002. Abandona